# Rhondia bispinosa
Rhondia bispinosa là một loài bọ cánh cứng trong họ Cerambycidae.